# 이주형 (체조 선수)
이주형(1973년 3월 5일 ~ )은 대한민국의 전 기계 체조 선수이다. 2000년 하계 올림픽 평행봉 은메달, 철봉 동메달리스트이다. 대한민국 체조 선수로서는 최초이자 현재까지 유일하게 단일 올림픽에서 두 개 이상의 메달을 획득했으며 두 가지 이상의 체조 세부 종목에서 메달을 수상하였다. 1999년 중국 톈진에서 열린 세계 선수권 대회에서 평행봉 금메달을 획득하기도 하였다. 2008년 하계 올림픽 대한민국 체조 감독을 역임하였으며, 동생 이장형 역시 국가대표로서 1994년 아시안 게임 기계 체조 안마 종목에서 금메달을 수상하였다.